# Никола Златарски
Никола Попвасилев Златарски (Златарчето) е български учител и обществен деятел от периода на Възраждането, участник в борбата за независима българска църква.

## Биография
Никола Златарски е роден през 1823 г. в Златарица, в семейството на поп Васил (ум. 1848). Учи в елино-българското училище на Иван Симеонов към църквата „Св. Богородица“ в Търново, а през 1843 г. учи взаимоучителната метода при Цвятко Недев в Габрово и става учител в първото българско взаимоучително училище в Търново, към църквата „Свети Никола“, заедно с Петър (Пеню) Давидов от Лясковец. След преобразуването на училището в класно през 1856 г. продължава да преподава в него докъм 1867 г. Ученици на Никола Златарски са били Пандели Кисимов, Киро Тулешков и други фигури от Възраждането. Бил е псалт в църквата „Свети Никола“ от края на 1830-те до 1873 г. и е съставил сборник от вечерни молитви, напечатани в Букурещ през 1862 г. През есента на 1849 г. е поканен за псалт в току-що създадената българска църква в Цариград, но отказва по семейни причини. От 1858 г. до началото на 70-те години на века е секретар на търновската градска община, а от 1859 г. – и на постоянния съвет при митрополията. Има голям личен принос за прогонването на гръцкия владика Неофит през 1858 г. и недопускането на неговия заместник Григорий след 1861 г. През периода 1867 – 1872, когато търновската митрополия е без титуляр, Златарски стои начело на гражданската епитропия, поела в ръцете си гражданските функции на митрополията. Успоредно с това, в годините 1859 – 1867 е и секретар на градската община в Търново. По време на Първия църковно-народен събор в 1871 година е част от дейците на консервативната Търновска група, които се опитват да наложат за екзарх на новоосноваващата се Българска екзархия Иларион Макариополски, дори и с цената на невключването на македонските и тракийските епархии.
Води активна кореспонденция с български възрожденски деятели в Цариград и из цялата страна, особено ценни са писмата, разменени през 1857 – 8 г. с Петко Р. Славейков. През 1862 г. Никола Златарски поръчва на живописеца Николай Павлович портрети на себе си и на съпругата си Анастасия – най-ранните познати светски портрети от Павлович.

## Семейство и наследници
Никола Златарски се жени за Анастасия Ганчова и се сродява с влиятелни търновски търговци като Кръстю Момчоолу – дългогодишен епитроп на храма „Св. Никола“ – и бъдещия фабрикант Стефан Карагьозоглу. Негов кум е цариградският търговец и деен поборник за църковна независимост хаджи Николи хаджи Минчоолу. Двама от синовете на Златарски – Георги и Васил – след Освобождението стават професори в Софийския университет, негов син е и генералът от руската армия Стефан Златарски. Първата жена-архитект в България Виктория Ангелова - Винарова е правнучка на Златарски.

## Памет
На Никола Златарски е кръстена Професионалната гимназия по механизация на селското стопанство
„Никола Златарски“ в гр. Златарица.